# Медиатизация социальных институтов
Медиатизация социальных институтов — процесс переноса основополагающих общественных явлений в медиаполе. Основывается на теории «Медиатизации реальности».
Медиатизация социальных институтов отражает связь социокультурных изменений с изменениями медиатехнологий. Для процесса медиатизации характерны продолжительность, универсальность, тотальность, трансформативность и нелинейность. Медиатизация действует во всех сегментах и на всех уровнях социальной жизни, преобразуя пространственно-временной и социальный порядок общества. В то же время, разные «социальные миры» могут иметь различную степень медиатизации и формы ее проявления.

## Медиатизация основных институтов

### Медиатизация политики
В современном обществе мнение о социально-политическом положении, ввиду процесса медиатизации, зачастую диктуется мнениями и образами, представленными в СМИ. Виртуальные представления о текущей политической ситуации для населения большинства стран зачастую не имеют ничего общего с объективной действительностью.
В политической борьбе огромную роль играет определенная медиареальность, которую формирует СМИ посредством реальных и вымышленных фактов, описания событий и процессов. Для политиков важно воздействовать на общественное сознание и управлять им. Таким образом, главной задачей СМИ становится не передача объективной социально-политической реальности, а создание привлекательных медийных образов. Эти образы могут не иметь ничего общество с реальным положением вещей, быстро считываться аудиторией, отвечать на их желания и ожидания, влиять на их ценности.
«В результате пропагандистская, идеологическая, манипулятивная деятельности в большинстве своем сводятся к формированию устойчивых ценностных, символических, идейных и поведенческих систем, внедряемых в массовое сознание».

### Медиатизация спорта
Тема спорта в российских СМИ имеет двойственный характер — с одной стороны она является одной из самых обсуждаемых тем, с другой — рядовой зритель интересуется темой спорта только на поверхностном уровне, не углубляясь в вопрос. Медиатизация спорта в контексте мировых трендов работает на создание определенного образа в сознании людей, который должен формировать общественное мнение об этой сфере жизни страны. В России, в отличие от других ведущих мировых держав, рядовой зритель не вовлечен в спортивную тематику. Спортивные СМИ не обладают достаточным потенциалом для того, чтобы сформировать общественное мнение и оказывать влияние на аудиторию.

### Медиатизация социальной сферы
Современные медиапроекты способствуют выражению общественного мнения разных социальных групп, благодаря возможностям любого человека проводить прямые трансляции и открыто высказывать личное мнение в социальных сетях. Обилие медапроектов, независимых изданий и блогов, посвященных культурной тематике, говорит о возросшем интересе общества к культуре, тенденции к саморазвитию и самообразованию.

### Медиатизация культуры
В процессе медиатизации культуры у СМИ появилась новая функция, а именно сохранение и передача культурных ценностей. Так любому зрителю стали доступны документальные фильмы, прямые трансляции из театров и консерваторий, свободный доступ к литературе и другим произведениям искусства. Благодаря появлению интернета, появилась возможность контактировать с любым информационным ресурсом, следовательно людям не обязательно непосредственно посещать библиотеки и музеи, чтобы получить культурный досуг. Культурный досуг играет большую роль в жизнедеятельности индивида и общества. Он удовлетворяет человеческие потребности в познании, самоактуализации, а также выполняет рекреативную и коммуникативную функции. Так, устройства, имеющие доступ в интернет, становятся инструментами для получения новой образовательной или развлекательной информации.

### Медиатизация религии
Следуя процессу медиатизации, СМИ должны были стать ведущим субъектом, который определяет взгляд человека на религию в публичной среде. Анализ материалов СМИ затрагивающих тему религии, показал некомпетентность многих журналистов в отношении религии, в особенности в светской прессе. Это выражалось в искажении реальной картины происходящего, в отсутствии экспертного мнения от специалистов религиозной среды и преувеличения зависимости религии от политики. Исследователи также отметили, что в подобного рода журналистских материалах внимание читателя акцентируется на доминирующей религии — православии, а иные религиозные течения почти отсутствуют в информационном поле. Это явление говорит о работе российских СМИ скорее на количество, чем на качество материалов, так или иначе связанных с религиозной тематикой.
Медиатизация религии — это сложный процесс, который вызывает споры среди журналистов. Институт религии отличается от иных социальных институтов, из-за его особенной среды, которую трудно сочетать с медийными форматами. Вопрос религии требует особых осторожных подходов в своем освещении. В процессе медиатизации религии накопилось множество противоречий из-за необъективности и предвзятости журналистов, а также их зависимости от политических предпочтений.